# Industrisamhälle

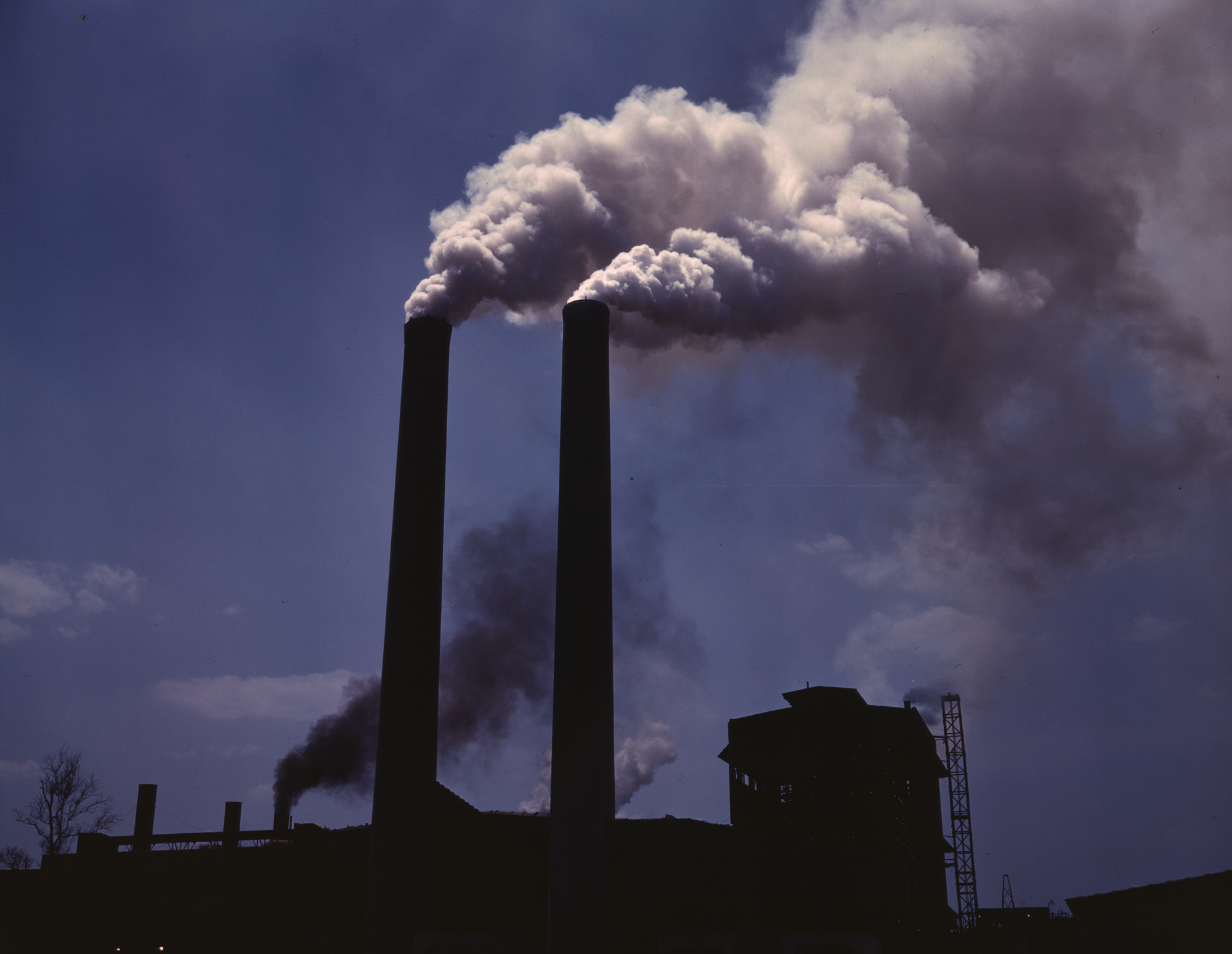
Fabriken blev en symbol för industrisamhället.

Industrisamhälle kallas ett samhälle där de flesta arbetar inom industrisektorn. [källa behövs] Jordbruket i ett industrisamhälle är begränsat, och de få bönder som ändå finns kvar använder maskiner i arbetet. Industrisamhället kan ses som övergångsstadiet mellan ett jordbrukssamhälle och ett tjänstesamhälle där tjänsteproduktionen är dominerande. Perioden strax innan industrisamhället kallas förindustriella samhället.
De första industriorterna uppstod i Storbritannien under 1700-talet, till exempel i Ironbridge, även om enskilda gruvområden och liknande (till exempel i Bergslagen i Sverige) skulle kunna betraktats som industriorter innan dess. Under 1800-talet och 1900-talet spred sig industrialismen till andra delar av världen, till exempel Väst- och Centraleuropa samt USA under 1830-talet. Under 1970-talet började industrisamhället i sin tur ersätta av ett postindustriellt samhälle-tjänstesamhälle. Perioden runt oljekrisen 1973 ses ofta som en brytningstid.

### Fotnoter
1. ↑  ”Den industriella revolutionen”. 15 mars 2009. Arkiverad från originalet den 13 april 2011. https://web.archive.org/web/20110413224235/http://historia2.se/index.php?option=com_content&view=article&id=62&Itemid=82. Läst 19 juli 2011.
2. ↑  ”Det nya Sverige”. Arkiverad från originalet den 13 augusti 2010. https://web.archive.org/web/20100813012527/http://www.entreprenorsregionen.se/res/pub/1490/DetNyaSverige.pdf. Läst 19 juli 2011.